# Ferrocarril de Península Valdés
El Ferrocarril de Península Valdés fue una línea ferroviaria argentina que funcionó desde 1901 hasta 1920, uniendo Puerto Pirámides con las Salinas Grandes en la Provincia del Chubut para la extracción de sal y el transporte de pasajeros. Tenía dos estaciones intermedias. Era propiedad de la empresa salinera Ferro y Piaggio. Era de trocha angosta única en la región con sus 760 mm.
Junto con el Ferrocarril Salinero de Cabo Blanco fueron los único dedicados a la explotación de la sal en la región patagónica sur. Sin embargo, el Ferrocarril de Península Valdés tuvo mayor desarrollo y llegó a transportar pasajeros.
Fue uno de los componentes conocidos del Sistema Ferroviario en la Patagonia Argentina; aunque integró el mismo sin ser de carácter público y en forma aislada sin posibilidad de conexión con el resto de los ferrocarriles.

## Historia
Cuando Juan de la Piedra, Francisco de Viedma y Narváez y Basilio Villarino, entre otros españoles, llegaron a la península Valdés para levantar la primera población y cumplir con el proyecto de la Corona española. El lugar pasaría a llamarse Fuerte y Puerto de San José de la Candelaria. La falta de agua dulce provocó el inicio de una búsqueda por el interior de la península. Justamente, en la zona interior se hallaron salinas.
Antonio Munno fue el primer concesionario para la explotación de sal de salinas, de nacionalidad italiana, había llegado junto con otros inmigrantes a Puerto Madryn en 1885 para la construcción del Ferrocarril Central del Chubut. Luego, viajó a Buenos Aires presentándose en el Departamento de Minas y Geología de la Nación para solicitar la explotación de las salinas.
El ingeniero Pablo Gorostiaga, por indicación del gobierno nacional, realizó la mensura de tierras de la península en julio de 1892. Munno obtuvo un cuadrado de veinte kilómetros por lado y comienza la explotación de sal. Esta era transportada embolsada a Puerto San José. La extracción se hacía a pala y el transporte en carros. En el puerto, las naves transportaban la sal a Bahía Blanca, Buenos Aires y Montevideo.
En 1898 Munno formó sociedad con Ernesto Piaggio y Alejandro y José Ferro para la explotación más efectiva de las salinas. La zona de embarque pasó a ser Puerto Pirámides, debido a sus condiciones de puerto natural. El 14 de julio de 1900 Piaggio obtuvo una concesión del Congreso Nacional Argentino, mediante la ley N.º 3.898, para construir un ferrocarril de trocha 76cm desde Puerto Pirámides a las Salinas Grandes a una distancia de 34 kilómetros. La ley expresaba que la línea no gozaría de garantía ni subvención y que los trabajos deberían comenzar «dentro de los dos meses desde la aprobación de los planos» y estar «terminados al año de iniciados». También, establecía que «los materiales destinados a la construcción de este ferrocarril podrán ser introducidos libres de derechos por el término de veinte años» y contemplaba telégrafo y «un teléfono, en lugar de telégrafo, durante los diez primeros años de la concesión».
El ingeniero Belcridi fue contratado para el estudio y proyecto del ferrocarril. Para la construcción se levantó un campamento de grandes carpas, que alojaron a los obreros y sus familias y se comenzó por el tendido de vías formando el triángulo de maniobras y luego se realizó la trepada de la loma en forma de zeta. Después, se continuó con los edificios de Pirámides: un hotel, la sede de la administración (que contó con un amplio frente de vidrios de colores), el depósito de combustible y un galpón para herrería y taller mecánico que hacía de depósito de las vías. posteriormente, se construyó el correo y las casas para maquinista principal, para el foguista principal, para el herrero, para el cambista y para el estopero.El censo de 1905, reflejó el alto impacto de la actividad salinera en la zona cuando afirmó que Puerto Madryn contaba con solo 175 pobladores, más o menos la misma cantidad que Puerto Pirámides, pero que serían 1.000 habitantes, por la variada actividad que allí se desarrollaba.

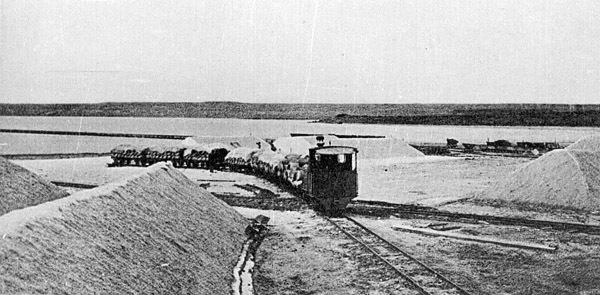
Tren lleno de sal en la estación Salinas Grandes.

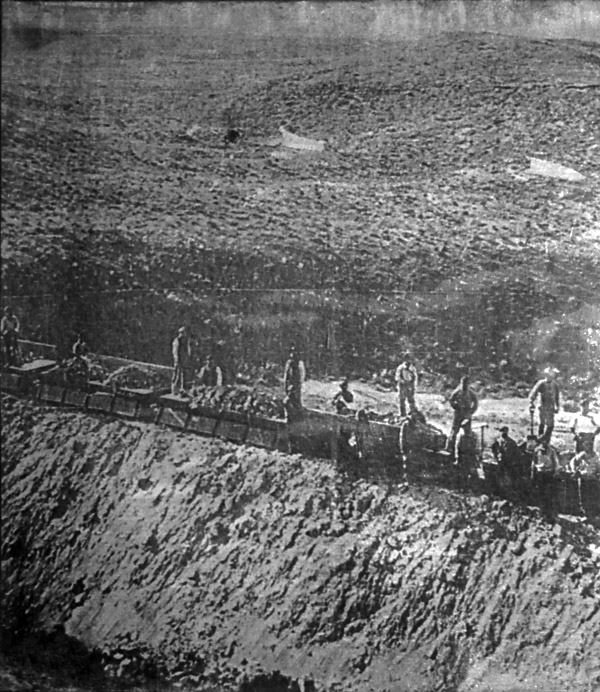
Vagones cargados y personal.

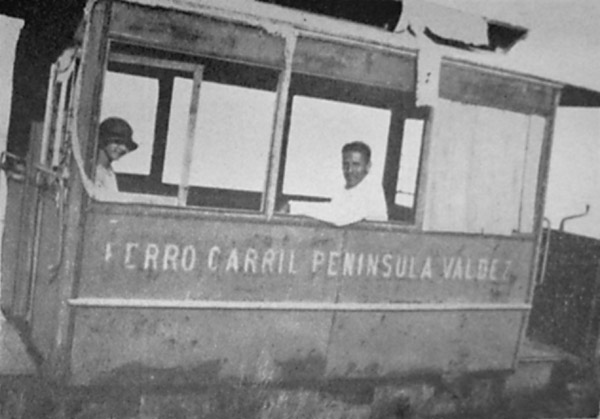
Vagón de pasajeros.

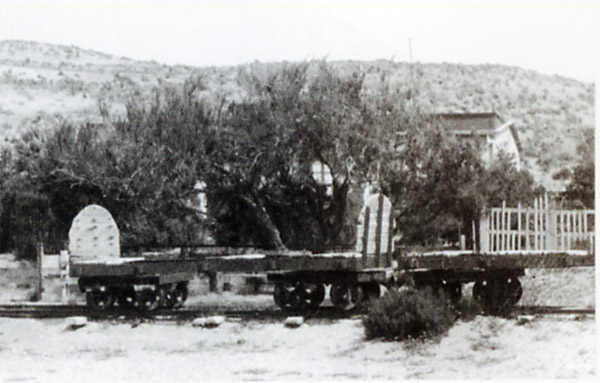
Vagones planos.

Se inauguró la línea en junio de 1901 y se transfirió a la empresa salinera Ferro y Piaggio que no sólo pertenecía a Piaggio, sino también que era de los hermanos Ferro Munno también formaba parte. Los hermanos Ferro eran los propietarios de la estancia más grande en la región. La compañía tenía la concesión de 15.000 hectáreas en Salinas Chicas, pero eran suyas unas 25 hectáreas de Salina Grande que era explotada para sal de mesa. En los mejores años se sacaba hasta 12.000 toneladas. Es notable que uno de los acreedores era la empresa Duhncrack und sohn de Bremen (Alemania). Era agente para Orenstein y Koppel. Se deduce por esto que las máquinas no habían sido pagadas o estaban financiadas. La sal era enviada a Buenos Aires y Montevideo.
Las cifras del tráfico en 1902 eran 2.330 toneladas de carga y no había tráfico de pasajeros. Piaggio también solicitó y se le fue otorgado en 1904 una concesión para un ferrocarril entre las salinas hasta un puerto alternativo, a orillas del golfo San José. Las obras nunca fueron hechas.
El ramal ferroviario provocó el asentamiento de pobladores, talleres, almacenes y servicios varios que dieron origen al pueblo de Puerto Pirámides. Esto se debió a que todos los materiales para la construcción de la línea fueron desembarcados aquí. En cuanto a los materiales usados en la construcción de la línea se citan rieles de 27 kilogramos de peso por metro, durmientes de acero y de madera. En cuanto a las edificaciones, estas eran descriptas como frágiles. Los galpones, las casas y la comisaría eran de chapas de hierro plegado y madera.En cuanto a la dimensión de la vía se tiene registro de alrededor de 32 kilómetros y otra fuente que habla de 34 kilómetros. La diferencia puede estar en que la segunda fuente también contó diferentes desvíos a lo largo de la línea férrea.

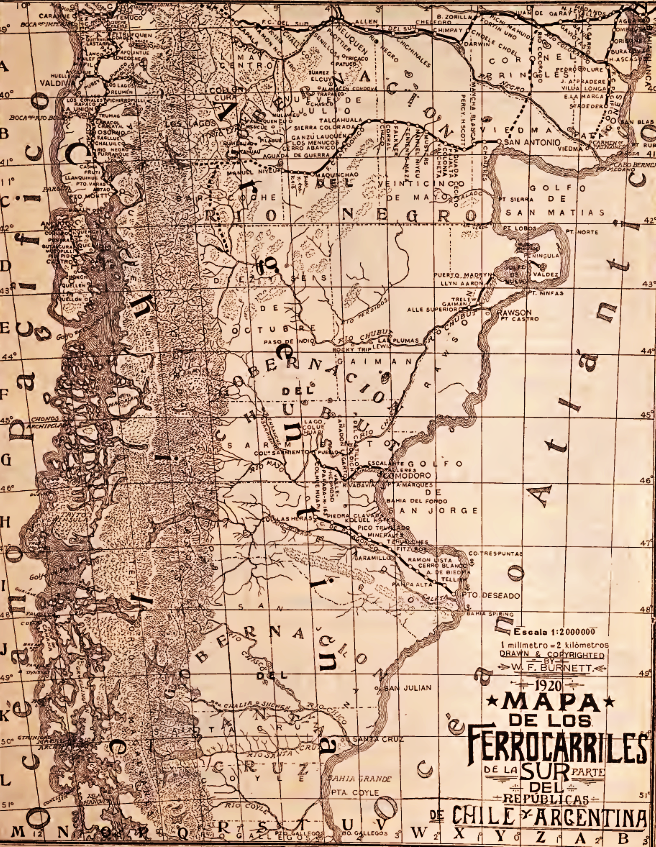
Mapa de las líneas ferroviarias patagónicas creadas hasta 1920. Nótese que es uno de los pocos mapas que registra al ferrocarril de Península Valdés.

### Clausura
La Primera Guerra Mundial causó problemas a los empresarios y disminuyeron los ingresos. Los acreedores se hicieron cargo del activo y pasivo de Piaggio y Cía., formándose en su lugar la empresa La Salinera Argentina SA, que entró en liquidación después de 1916. Algunos socios de esta empresa eran el Banco de la Nación Argentina, W. Cooper y Cía. y la Italia de Seguros.
El itinerario de 1920 que contiene datos desde 1918 es uno de los últimos documentos que registra al pequeño ferrocarril. En el documento se observa un mapa que contiene un pequeño ferrocarril que partía de Puerto Pirámides hacia la salina. Sin embargo, no muestra los nombres de las estaciones o el funcionamiento del mismo por ser privado.
En 1920 todos los derechos y acciones de las mismas fueron adquiridas por Alejandro Ferro. Pese a esto, la carencia de títulos de propiedad y otros factores hicieron cesar las actividades del ramal. Ferro mantuvo el área bajo su nombre hasta que el gobierno provincial lo expropió en 1958.
Otro de los factores que perjudicó a la línea fue el uso de los frigoríficos.
El informe de 1926 del departamento de comercio de Estados Unidos sugiere que el ferrocarril llegó a ser insolvente en 1916. La empresa salinera estaba con problemas financieros en 1904. También, dice que durante la compra de Ferro ya no funcionaba la explotación de sal.
Años más tarde del cierre del ramal, las vías fueron desmanteladas en 1943. El material ferroviario fue vendido en subasta y como chatarra. La cantidad de habitantes de Puerto Pirámides disminuyó hasta los años 1960 cuando el turismo se comenzó a desarrollar.
Como consecuencia de la desaparición de la principal fuente de trabajo, Puerto Pirámides quedó sin importancia y movimiento. A pesar de esto, se logró mantener una menor población dedicada a las actividades agropecuarias, cuya producción se continuó enviando por barcos que fueron disminuyendo la frecuencia de sus escalas. Hacia 1960 el poblado se despobló a punto que solo sobrevivía un modesto hotel, los vapores habían dejado de pasar, y todos los productos se transportaban en camiones directamente a Puerto Madryn, Bahía Blanca y Buenos Aires. Con posterioridad comienzan a ser valorizados los hermosos lugares naturales que posee, la variada fauna marina que allí existe, y comienza una nueva etapa, con el turismo como principal fuente de recurso.

## Flota
El ferrocarril tenía cinco máquinas, entre ellas: un 0-4-0T Krauss 2249 (usada anteriormente, datada de 1890), un 0-6-0T Jung 451 (comprada como nueva en 1900 pero para trocha 75cm) y tres 0-6-0 O&K (de trocha 75cm). La línea tenía diez vagones con boguies y un coche de pasajeros. Una lista de 1903 habla de treinta vagones en total y un furgón. Las máquinas consumían carbón.

## Restos
Los restos que perduran en la actualidad son: un bastidor de una de las máquinas y un par de boguies de vagón en una plaza de Puerto Pirámides, unas reliquias en el Centro de Visitantes y Museo Península Valdés, restos de vías en la ciudad de avellaneda. Además, la traza es visible claramente al sur del camino periférico al sudeste de Puerto Pirámides. También, sobrevive una puerta al frente de una cueva que era depósito para cargas, especialmente sal. Los terraplenes y una trinchera con durmientes de hierro visible, se pueden observar desde la ruta 2.

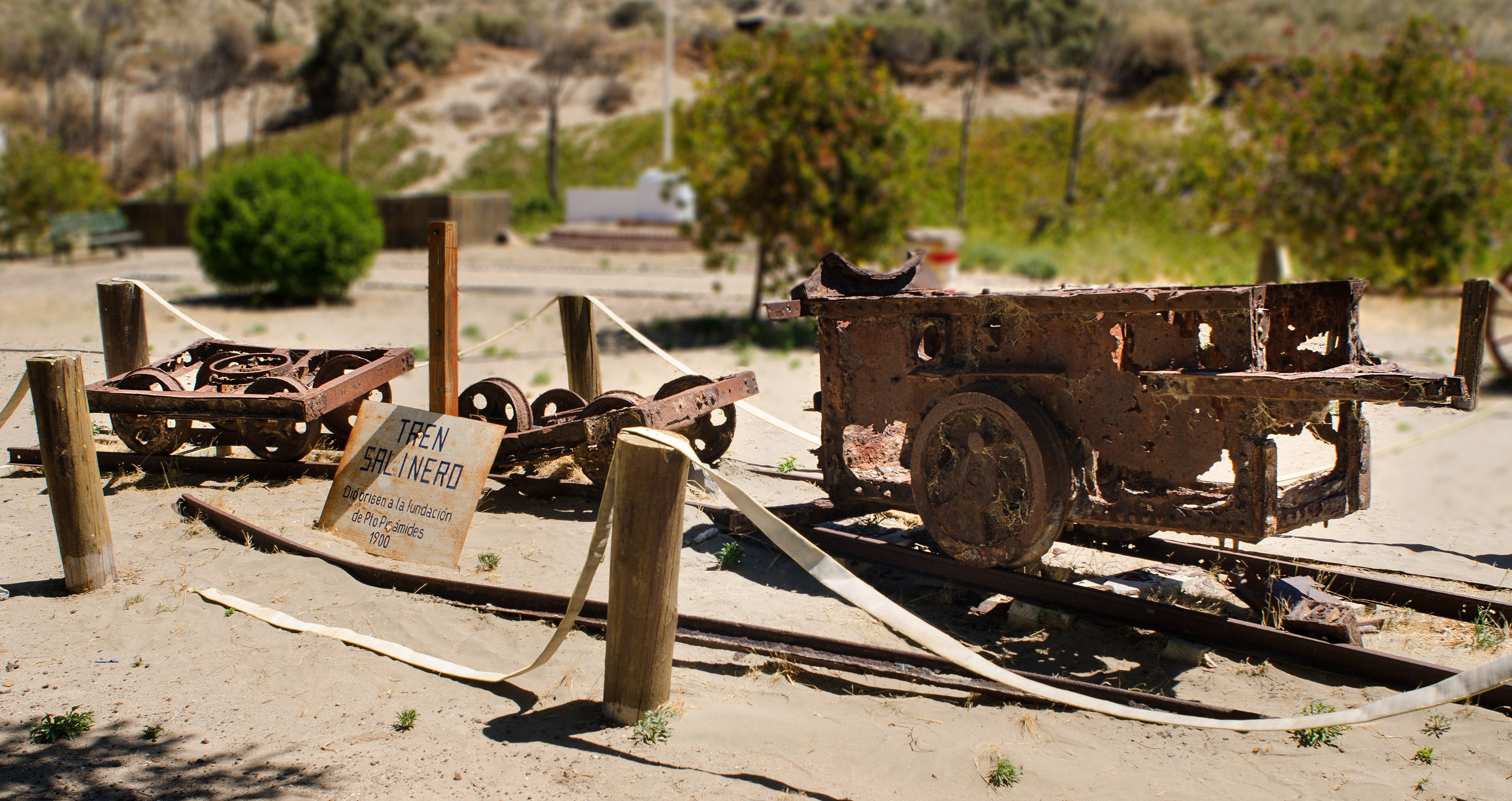
Restos en Puerto Pirámides.